# Parlamentswahl in Honduras 1971
Die Parlamentswahl in Honduras 1971 fand am 28. März 1971 statt. Die Wähler in Honduras waren aufgerufen, die Mitglieder des Nationalkongress zu wählen, der an die Stelle der am 16. Februar 1965 gewählten verfassunggebenden Versammlung treten sollte.

## Hintergrund
Bei dieser Wahl konnten die Frauen in Honduras erstmals an der Parlamentswahl teilnehmen, auch wenn das Frauenwahlrecht bereits 1955 eingeführt worden war.
Die beiden wichtigsten politischen Parteien Honduras, die Liberale Partei und die Nationale Partei, hatten jeweils Kandidaten für die Wahl aufgestellt vorgeschlagen. Linke Gruppierungen hatten aufgrund der bestehenden Wahlpflicht zur Abgabe von Enthaltungen bei der Wahl aufgerufen. Diesem Aufruf folgten rund 32 % der Wähler.
Sie hatten sich zu Beginn des Wahlkampfes darauf geeinigt, dass die repräsentative Macht im Parlament, im Obersten Gerichtshof, in der Regierung, in den Verwaltungen und in allen staatlichen Einrichtungen von beiden Parteien geteilt wird. Die Gewinnerpartei würde den Kongresspräsidenten benennen, der eine entscheidende Stimme haben würde.
Im Mittelpunkt des Wahlkampfes stand die Verteidigung der Interessen Honduras im zentralamerikanischen Gemeinsamen Markt (MCAA), aus dem sich Honduras im Jahr 1970 zurückgezogen hatte. Sowohl die Nationale Partei als auch die Liberalen waren sich einig, dass die Gespräche mit den anderen Mitgliedsländern des MCAA wieder aufgenommen werden sollten. Darüber hinaus waren beide Parteien der Ansicht, dass sich die Beziehungen zwischen Honduras und El Salvador nach dem sogenannten Fußballkrieg, der im Jahr 1969 stattgefunden hatte, wieder normalisieren sollten.

## Wahlergebnis
Nach dem Sieg der Nationalen Partei wurde Ramón Ernesto Cruz als Nachfolger von General Oswaldo López Arellano zum Präsidenten von Honduras gewählt.
| Partei           | Sitze |
| ---------------- | ----- |
| Liberale Partei  | 32    |
| Nationale Partei | 32    |